# Władimiro-Aleksandrowskoje
Władimiro-Aleksandrowskoje (ros. Владимиро-Александровское) – wieś (sieło) w Rosji, w Kraju Nadmorskim, ośrodek administracyjny rejonu partizańskiego. W 2010 liczyła 5708 mieszkańców.